# Villa Schwarz

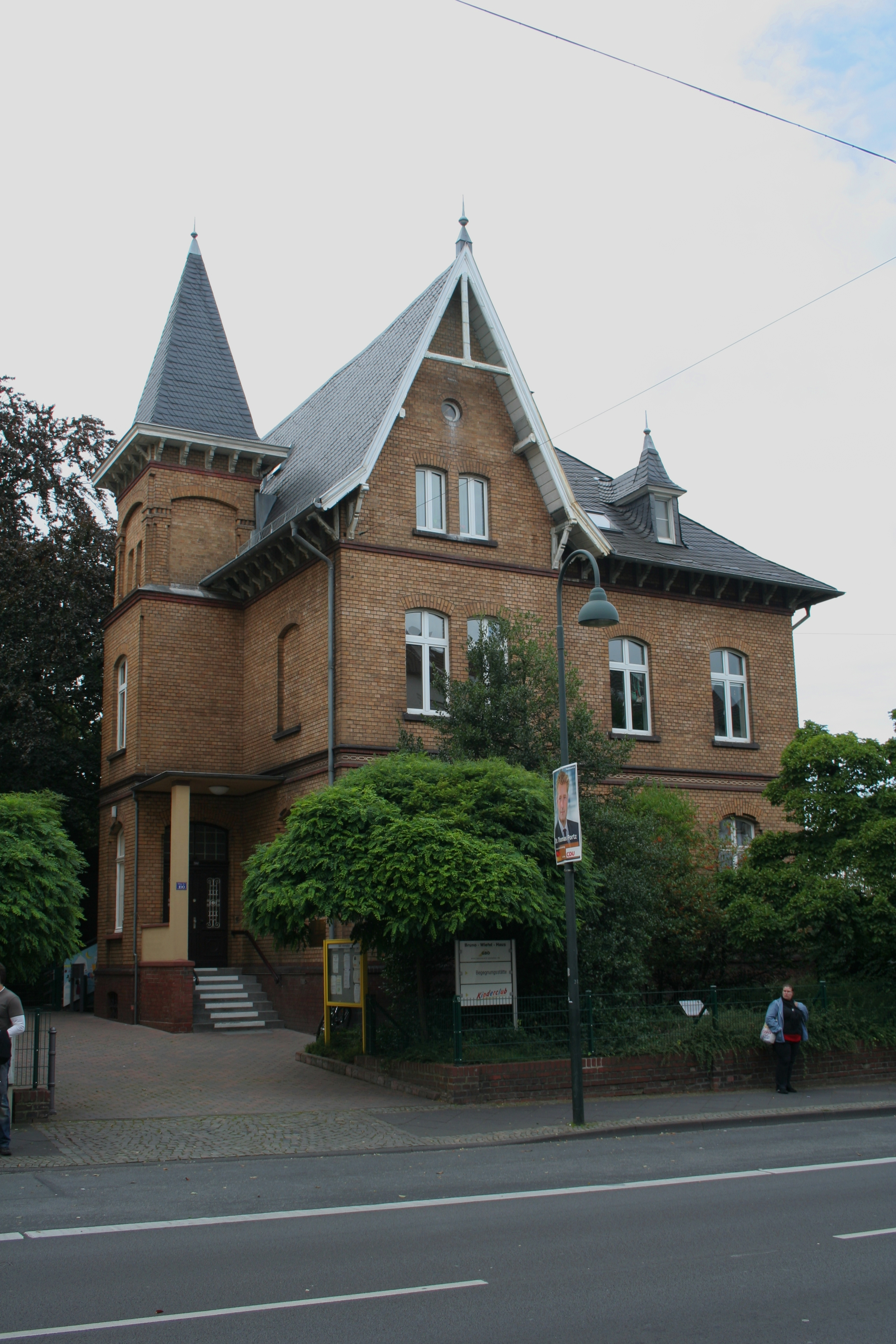
Villa Schwarz

Die Villa Schwarz ist eine historische, unter Denkmalschutz stehende Villa in Leverkusen-Opladen.

## Geschichte
Um 1906, laut Katasterplan 1907, wurde das Gebäude für einen Gregor Schwarz errichtet. Nachfolgender Besitzer war Direktor Fritz Nobbe, was durch einen Bauerlaubnisschein belegt ist, der Nobbe als diesen ausweist. Eine Türüberdachungsbeschreibung der I.G. Farben aus dem Jahr 1939 beweist darüber hinaus, dass das Gebäude eine Fabrikantenvilla der Bayer AG war. Seit dem 18. November 2004 ist die Villa Baudenkmal.

## Gebäudebeschreibung
Die Villa ist ein Massivgebäude mit nahezu quadratischem Grundriss. Dadurch erhält ihre äußere Form das Aussehen eines Würfels. In Ost-West- und in Nordrichtung befindet sich jeweils ein Risalit, der über die ganze Höhe reicht und ein Satteldach trägt. Dieses geht über eingebundene Kehlen über in das Walmdach, welches den Hauptkörper des Hauses bedeckt. An der Südseite wurde als Dachhäuschen eine Dachgaube ausgebildet, die ein geschwungenes Pyramidendach besitzt. Dieses Dach besitzt einen kegelförmigen Dachabschluss aus Zink. Der Eingangsbereich wird durch einen aufragenden Turm dominiert.
Die Fassade besteht aus Sichtmauerwerk. Durch einen Klinkersockel von roter Farbe unterscheidet sich der Bau von der Straße, die an dieser Stelle aus grauen Pflastersteinen angelegt wurde. Die Fassade ist außerdem durch ein ebenfalls rotes Gurtgesims gegliedert. Zur Tür, die noch bauzeitlich erhalten ist, gelangt man durch Terrazzo-Blockstufen. Sie ist mit „halbsteinförmig zurückspringenden Klinkern“ ausgestattet, zweiflügelig und besteht aus Eichenholz. In der Tür befinden sich Glaseinsätze, die mit Gittern geschützt und von innen zu öffnen sind. Die Messingknäufe, die Löwenkopfgestalt haben, können ein weiteres Indiz für den Einfluss der Bayer AG auf das Gebäude sein.
Im Anschluss an das Gebäude findet sich ein weiterer Massivkörper, der als Garage dient. Der Sockel dieses Gebäudes ist hellgrau gehalten, der Rest des Ziegelbaus mit Schlämmputz hell verputzt. Angebracht ist ein zweiflügeliges Tor, das sich durch senkrechte Verbretterung auszeichnet.